# キャンドルワールド
キャンドルワールドは、ペガサスキャンドルが運営するオンラインショップ及び岡山県倉敷市にあるアンテナショップのブランドである。

## 概要

### オンラインショップCandleWorld
キャンドル、キャンドルホルダーなどを扱っており、キャンドル専門のオンラインショップとしては、国内最大級レベル。

### アンテナショップCandleWorld
岡山県倉敷市の美観地区にある倉敷アイビースクエアにあり、キャンドル販売はもとより、手作りキャンドル教室などを定期的に開催していた。倉敷アイビースクエアの大型宴会場増改築に伴い店舗を返却し、2017年3月20日をもって閉店した。ペガサスキャンドル直営ではないが、2018年2月、倉敷市美観地区そばにCandleWorldのコンセプトを引き継いたキャンドル専門店「キャンドルフェアリー」が開店した。